# Cambarus acuminatus
Cambarus acuminatus är en kräftdjursart som beskrevs av Faxon 1884. Cambarus acuminatus ingår i släktet Cambarus och familjen Cambaridae. IUCN kategoriserar arten globalt som livskraftig. Inga underarter finns listade i Catalogue of Life.